# فيلكو ماركوسكي
فيلكو ماركوسكي مواليد 5 أبريل 1986 في ستروغا، جمهورية مقدونيا، هو لاعب كرة يد مقدوني يلعب كظهير أيسر. مثل منتخب مقدونيا لكرة اليد.

## سجل المنافسة
شارك في البطولات التالية:
- بطولة العالم لكرة اليد للرجال 2015
- بطولة أوروبا لكرة اليد للرجال 2014
- بطولة أوروبا لكرة اليد للرجال 2016

## روابط خارجية
- فيلكو ماركوسكي على موقع الاتحاد الأوروبي لكرة اليد (الإنجليزية)